# Chloebora grossa
Chloebora grossa är en insektsart som beskrevs av Henri Saussure 1884. Chloebora grossa ingår i släktet Chloebora och familjen gräshoppor. Inga underarter finns listade i Catalogue of Life.